# Parc Mon Repos
Pour les articles homonymes, voir Mon Repos.
Le parc Mon Repos, parfois orthographié Mon-Repos, est un jardin public situé à Genève, en Suisse.

## Situation
Il fait partie d'une suite de parcs contigus : Parc Moynier, Perle-du-Lac, Parc Barton, et Parc William Rappard, sur la rive droite du lac Léman, en prolongation du quartier des Pâquis.

## Histoire
Légué par la famille Plantamour à la ville de Genève en 1898, Mon-Repos a été le premier parc public situé au bord du lac Léman.
Chaque année, le 11 novembre, se tient dans ce parc une cérémonie officielle de commémoration de l'Armistice de 1918.